# Chris Thomas
Christopher Ryan Thomas, detto Chris (Indianapolis, 3 ottobre 1982), è un ex cestista e allenatore di pallacanestro statunitense.

## Palmarès

### Giocatore

#### Squadra
- Lega Balcanica: 1

Hapoel Gilboa Galil Elyon: 2011-12

#### Individuale
- McDonald's All-American Game: 1

2001